# Yên Nghiệp
Yên Nghiệp là một xã thuộc huyện Lạc Sơn, tỉnh Hòa Bình, Việt Nam. Đây là xã thuộc Vườn quốc gia Cúc Phương, vườn quốc gia đầu tiên ở Việt Nam. Phía đông giáp với huyện yên thủy, phía nam giáp huyện thạch thành tỉnh thanh hóa yên nghiệp là khu vực giáp ranh 3 tỉnh hòa bình và ninh bình, thanh hóa cách nho quan ninh bình 30 km cách khu du lịch bái đính tràng an 60 km, cách khu du lịch suối cá thần cẩm thủy 50 km do có đường hồ chí minh một trong hai tuyến giao thông xương sống và huyết mạch của nước ta chạy qua và quốc lộ 12B nối liền các huyện yên thủy lạc sơn tân lạc nên giao thông rất thuận lợi cho giao lưu phát triển kinh tế với mặt hàng chủ yếu là mía tím đã hình thành chợ mía chuyên bán mía tím ở ngã 3 giao cắt giữa đường hồ chí minh và quốc lộ 12B
Xã Yên Nghiệp nằm ở phía đông nam của huyện Lạc Sơn.
Yên Nghiệp giáp xã Thạch Lâm, huyện Thạch Thành, Thanh Hóa.
Xã Yên Nghiệp bao gồm 8 mường nhỏ: Đam, Sống nằm tựa lưng vào vườn quốc gia cúc phương giáp với xã lạc thịnh huyện yên thủy, Hổ giáp xã thạch lâm huyện thạch thành, Yên Kim, Lục giáp với xã ân nghĩa nơi đóng quân của kho đạn K54, Mu Riềng, Gò Cha giáp với xã lạc thịnh yên thủy.
Dân cư chủ yếu người Mường, chiếm 98 %, còn lại người Kinh. 

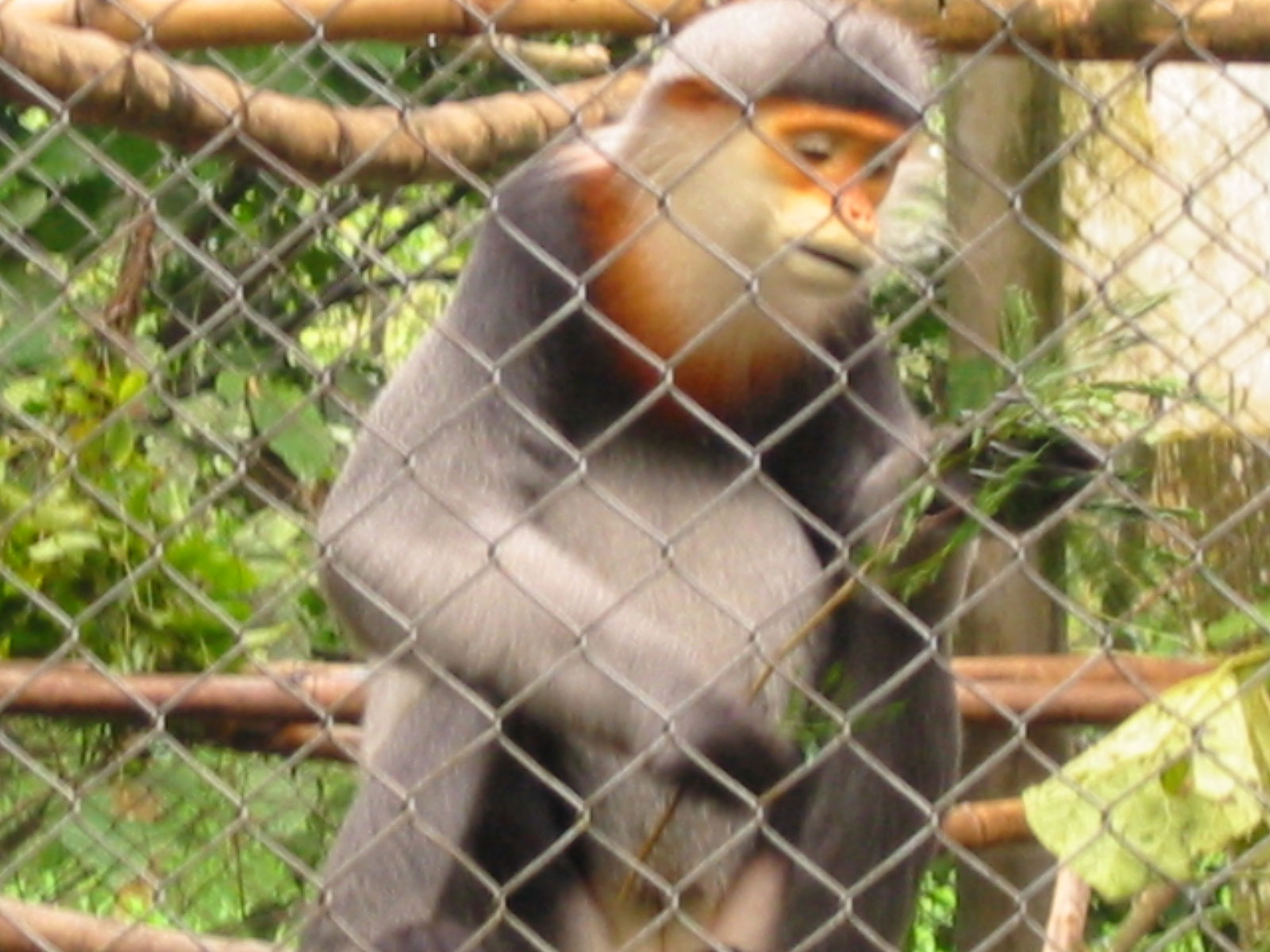
loại vooc cúc phương

## Ảnh

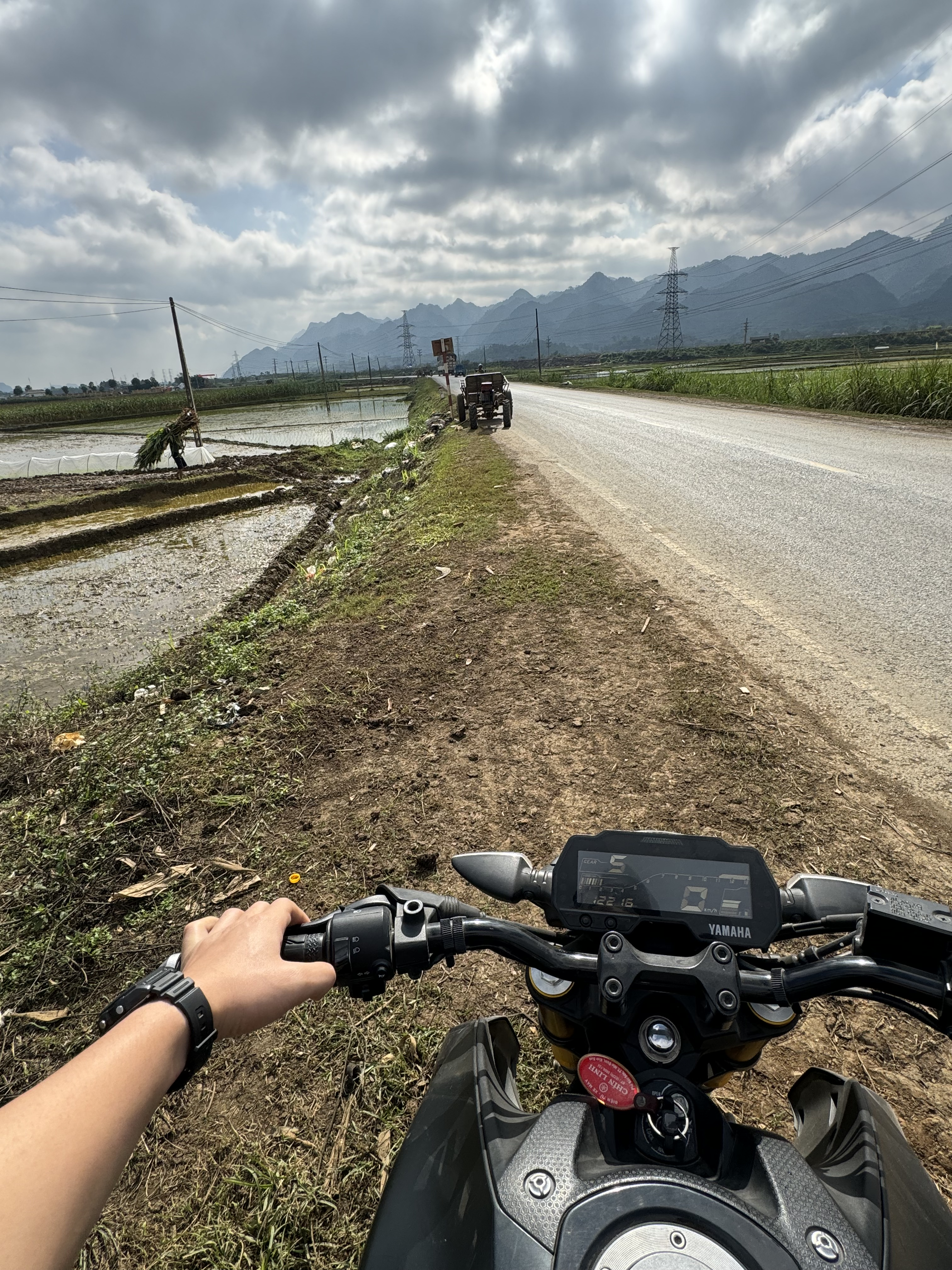
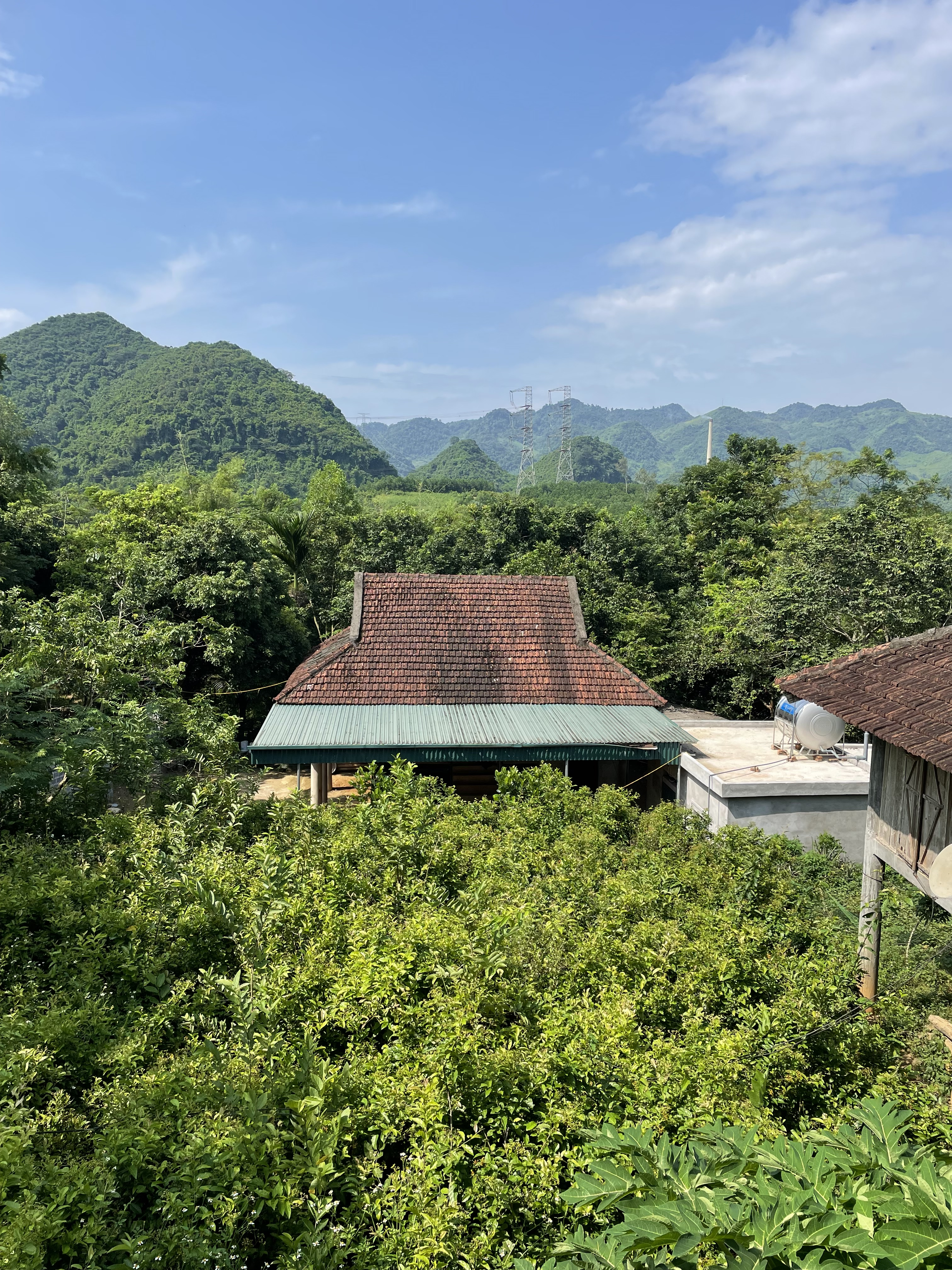
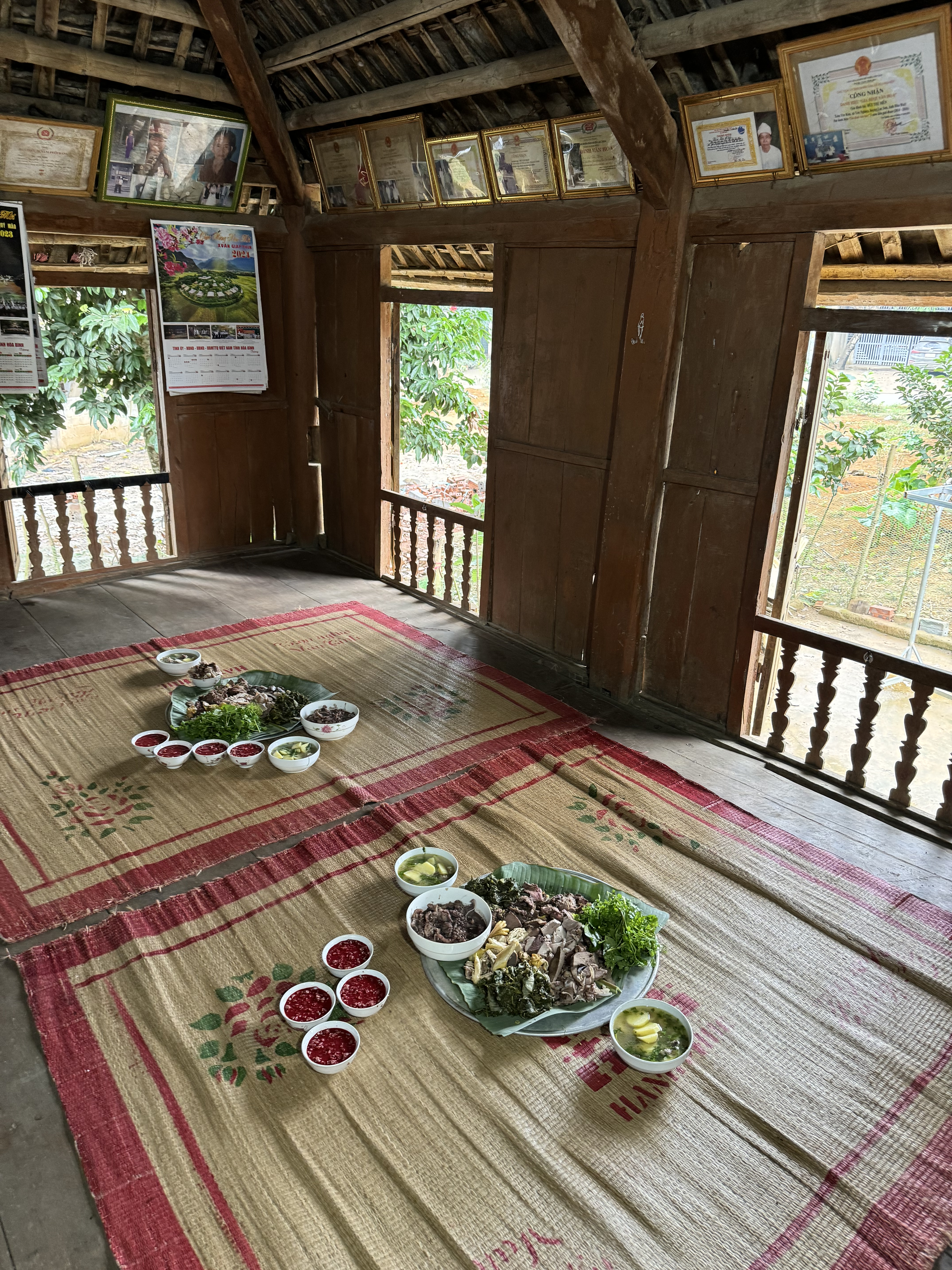
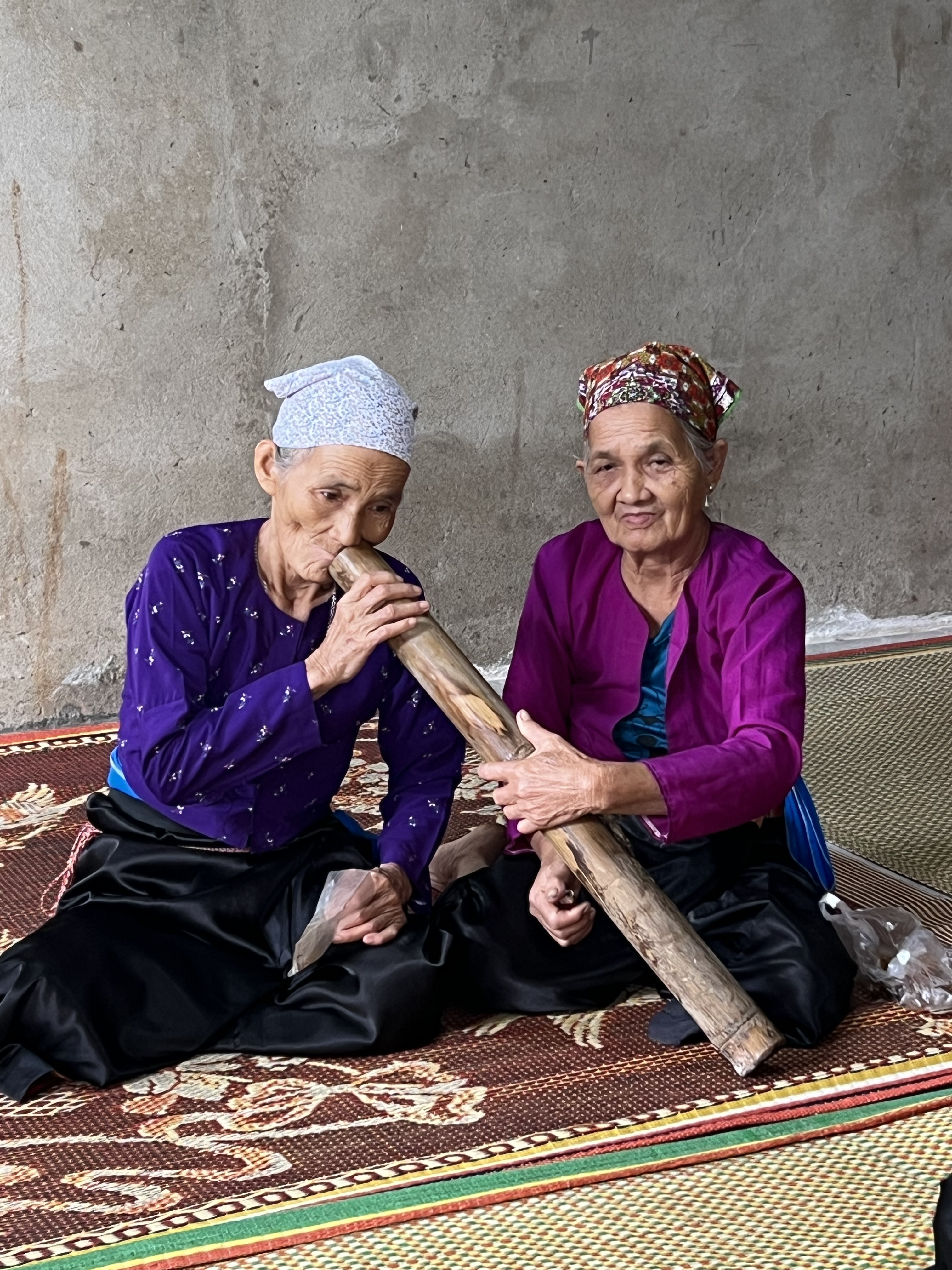
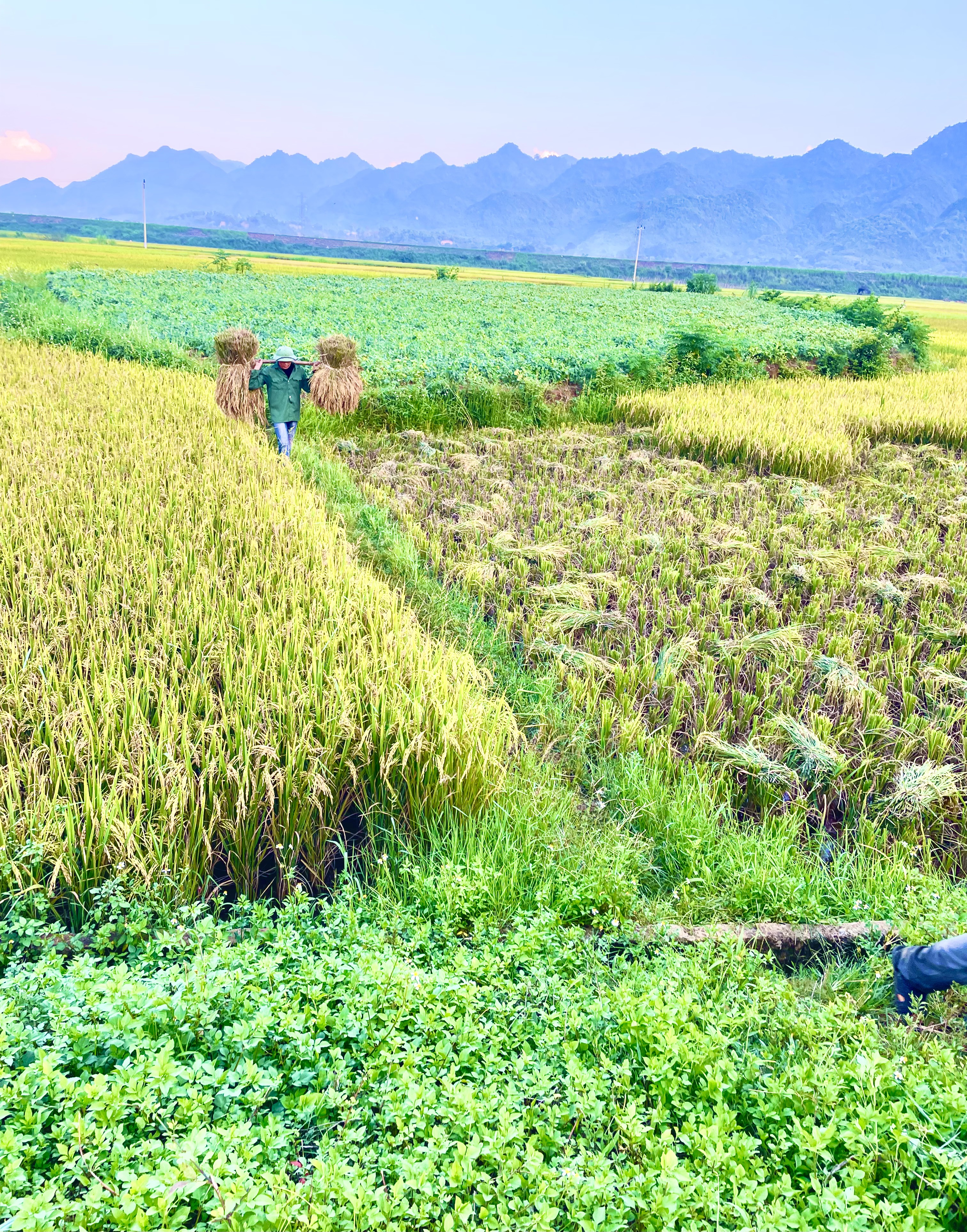